# Saint-Gobain (gruppo)
Saint-Gobain è un gruppo industriale francese che concepisce, produce e distribuisce materiali per l'edilizia. Oggi è uno dei primi 100 gruppi industriali al mondo ed è presente in 68 paesi con 180 000 dipendenti.

## Attività
Il gruppo è organizzato in quattro Poli di attività:
- Materiali Innovativi comprende sia l'attività Vetro Piano, che include la produzione di vetro e la relativa trasformazione per l'edilizia, per l'industria automobilistica, per i sistemi ad energia solare; sia l'attività Materiali ad Alte Prestazioni, che annovera la fabbricazione di abrasivi, textile solution, refrattari, ceramiche e plastiche
- Prodotti per la Costruzione realizza prodotti per l'isolamento termico e acustico, sistemi di canalizzazione in ghisa per il ciclo idrico integrato, malte, intonaci e colle, flooring, prodotti per l'esterno, lastre di gesso e intonaci con le divisioni Isover, Gyproc, Pam, Weber.
- Distribuzione Edilizia raggruppa le attività di vendita sia ai professionisti che ai privati di materiali per l'edilizia, idrotermosanitari, piastrelle, basata su una rete di oltre 4 000 punti vendita, che operano attraverso diversi marchi in 26 paesi.

L'attività di Ricerca e Sviluppo è svolta in 14 centri specializzati e in oltre 100 unità di sviluppo in tutto il mondo da più di 3500 ricercatori, investendo ogni anno quasi 400 milioni di Euro. Circa il 30% del fatturato di Saint-Gobain deriva dai sistemi e dalle soluzioni per il risparmio energetico e per la protezione dell'ambiente.
Saint-Gobain è inserita nel Global 100, l'indice delle 100 multinazionali più sostenibili, che sono valutate in base alla loro gestione di fronte ai rischi e alle opportunità legate all'impatto ambientale e agli aspetti sociali che ne derivano. Aderisce dal 2003 al Patto Mondiale delle Nazioni Unite e sottoscrive i due manifesti Caring for Climate (per la lotta ai cambiamenti climatici) e CEO Water Mandate (nel quadro degli Obiettivi del Millennio per lo sviluppo delle Nazioni Unite).
Nell'estate del 2018 esce dall'indice Euro Stoxx 50, un paniere che raggruppa i primi cinquanta titoli.

## Il logo
Il ponte stilizzato rappresentato nel logo dell'azienda è quello di Pont-à-Mousson, cittadina francese vicina a Nancy, che sorge nelle vicinanze di un giacimento di ferro, e dove si sviluppò il primo stabilimento metallurgico della Lorena. Il sito venne scelto per la presenza contemporanea di una foresta (carbone di legno) e del fiume Mosella. Il primo altoforno fu realizzato nel 1857.

## La storia del gruppo
Saint-Gobain nasce in Francia nel 1665, all'interno del programma di rilancio economico dello stato, voluto dal Re Sole Luigi XIV e Jean-Baptiste Colbert. Affidata ad imprenditori privati, la società rompe con la tradizione artigianale della manifattura, organizzando la produzione del vetro secondo una logica industriale. Grazie ad un'invenzione tecnologica decisiva, la colatura in vetro su tavola (1688), si impone sul mercato in condizione di quasi monopolio, soppiantando nel XVIII secolo la tradizione vetraria veneziana.
A partire dal XIX secolo, il nuovo contesto di libertà economica e di concorrenza internazionale spinge Saint-Gobain ad uscire dalle frontiere francesi e organizzare la produzione a livello europeo. Una politica che porta alla realizzazione di impianti vetrari in Germania (1857), Italia (1889) e Spagna (1904).
La prima metà del XX secolo è caratterizzata dalla diversificazione delle applicazioni del vetro (lana di vetro, filati di vetro, bottiglie). Dal 1970, la fusione di Saint-Gobain con Pont-à-Mousson, società creata in Lorena nel 1856, dà origine a un polo produttivo di grosse dimensioni. L'acquisizione di Poliet nel 1996 permette a Saint-Gobain di completare il proprio sviluppo anche nella distribuzione edilizia.
Anche sul continente americano la presenza di Saint-Gobain è consolidata da tempo. Il primo deposito per la vendita del vetro apre a New York nel 1831. Intorno al 1920, il gruppo ha già numerose attività nel settore del vetro colato. Nel 1967 stringe accordi con CertainTeed, grazie al processo di fabbricazione della lana di vetro TEL e l'ascesa si consolida nel 1990, con l'acquisizione del Gruppo Norton (abrasivi) e nel 1995 con Ball Foster Glass (packaging vetro).

## Saint-Gobain in Italia

Vecchio logo della società

In Italia si contano circa 2.200 dipendenti, più di 25 insediamenti produttivi.